# Liste der Bau- und Bodendenkmale im Landkreis Oder-Spree

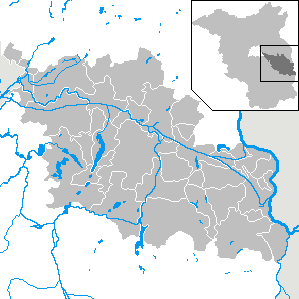
Karte des Landkreises Oder-Spree

Die Liste der Bau- und Bodendenkmale im Landkreis Oder-Spree enthält die Kulturdenkmale (Bau- und Bodendenkmale) im Landkreis Oder-Spree. Grundlage der Einzellisten sind die in den jeweiligen Listen angegebenen Quellen. Die Angaben in den einzelnen Listen ersetzen nicht die rechtsverbindliche Auskunft der zuständigen Denkmalschutzbehörde.

## Aufteilung
Wegen der großen Anzahl von Kulturdenkmalen im Landkreis Oder-Spree ist diese Liste in Teillisten nach den Städten und Gemeinden aufgeteilt. Bei Orten innerhalb des sorbischen Siedlungsgebiets ist der sorbische Ortsname in Klammern angegeben.
| Stadt/Gemeinde        | Karte | Denkmallisten                       | Bild eines Denkmals                     |
| --------------------- | ----- | ----------------------------------- | --------------------------------------- |
| Bad Saarow            |       | - Baudenkmale - Bodendenkmale       | Moorbad Bad Saarow                      |
| Beeskow               |       | - Baudenkmale - Bodendenkmale       | Marienkirche Beeskow                    |
| Berkenbrück           |       | - Baudenkmale - Bodendenkmale       | Dorfkirche Berkenbrück                  |
| Briesen (Mark)        |       | - Baudenkmale - Bodendenkmale       | Kirche Briesen (Mark)                   |
| Brieskow-Finkenheerd  |       | - Baudenkmale - Bodendenkmale       | Grufthaus                               |
| Diensdorf-Radlow      |       | - Baudenkmale - Bodendenkmale       | Wohnhaus                                |
| Eisenhüttenstadt      |       | - Baudenkmale - Bodendenkmale       | Haus der Parteien Eisenhüttenstadt      |
| Erkner                |       | - Baudenkmale - Bodendenkmale       | Villa Lassen – Gerhart-Hauptmann-Museum |
| Friedland             |       | - Baudenkmale - Bodendenkmale       | Wasserburg                              |
| Fürstenwalde/Spree    |       | - Baudenkmale - Bodendenkmale       | Dom                                     |
| Gosen-Neu Zittau      |       | - Baudenkmale - Bodendenkmale       | Dorfkirche Neu Zittau                   |
| Groß Lindow           |       | - Baudenkmale - Bodendenkmale       | Zollhaus                                |
| Grünheide (Mark)      |       | - Baudenkmale - Bodendenkmale       | Dorfkirche Hangelberg                   |
| Grunow-Dammendorf     |       | - Baudenkmale - Bodendenkmale       | Dorfkrug                                |
| Jacobsdorf            |       | - Baudenkmale - Bodendenkmale       | Vorlaubenhaus in Pillgram               |
| Langewahl             |       | - keine Baudenkmale - Bodendenkmale |                                         |
| Lawitz                |       | - keine Baudenkmale - Bodendenkmale |                                         |
| Mixdorf               |       | - Baudenkmale - Bodendenkmale       | Dorfkirche                              |
| Müllrose              |       | - Baudenkmale - Bodendenkmale       | Lungenheilstätte                        |
| Neißemünde            |       | - Baudenkmale - Bodendenkmale       | Wohnhaus in Wellmitz                    |
| Neuzelle              |       | - Baudenkmale - Bodendenkmale       | Klosterkirche                           |
| Ragow-Merz            |       | - Baudenkmale - Bodendenkmale       | Dorfkirche Ragow                        |
| Rauen                 |       | - Baudenkmale - Bodendenkmale       | Dorfkirche Rauen                        |
| Reichenwalde          |       | - Baudenkmale - Bodendenkmale       | Dorfkirche Dahmsdorf                    |
| Rietz-Neuendorf       |       | - Baudenkmale - Bodendenkmale       | Herrenhaus                              |
| Schlaubetal           |       | - Baudenkmale - Bodendenkmale       | Bremsdorfer Mühle                       |
| Schöneiche bei Berlin |       | - Baudenkmale - keine Bodendenkmale | Schlosskirche                           |
| Siehdichum            |       | - Baudenkmale - Bodendenkmale       | Ragower Mühle                           |
| Spreenhagen           |       | - Baudenkmale - Bodendenkmale       | Dorfkirche Spreenhagen                  |
| Steinhöfel            |       | - Baudenkmale - Bodendenkmale       | Schloss                                 |
| Storkow (Mark)        |       | - Baudenkmale - Bodendenkmale       | ehemaliges Amtsgericht                  |
| Tauche                |       | - Baudenkmale - Bodendenkmale       | Gutshaus Lindenberg                     |
| Vogelsang             |       | - keine Baudenkmale - Bodendenkmale |                                         |
| Wendisch Rietz        |       | - Baudenkmale - Bodendenkmale       | Mühle                                   |
| Wiesenau              |       | - keine Baudenkmale - Bodendenkmale |                                         |
| Woltersdorf           |       | - Baudenkmale - keine Bodendenkmale | Wohnhaus                                |
| Ziltendorf            |       | - Baudenkmale - keine Bodendenkmale | Zentralschule                           |